# Arrondissement de Czarnikau
L'arrondissement de Czarnikau est un arrondissement prussien de 1816 à 1920 du district de Bromberg de la province de Posnanie. Aujourd'hui, l'ancienne zone du district se trouve dans la voïvodie polonaise de la Grande-Pologne.

## Histoire

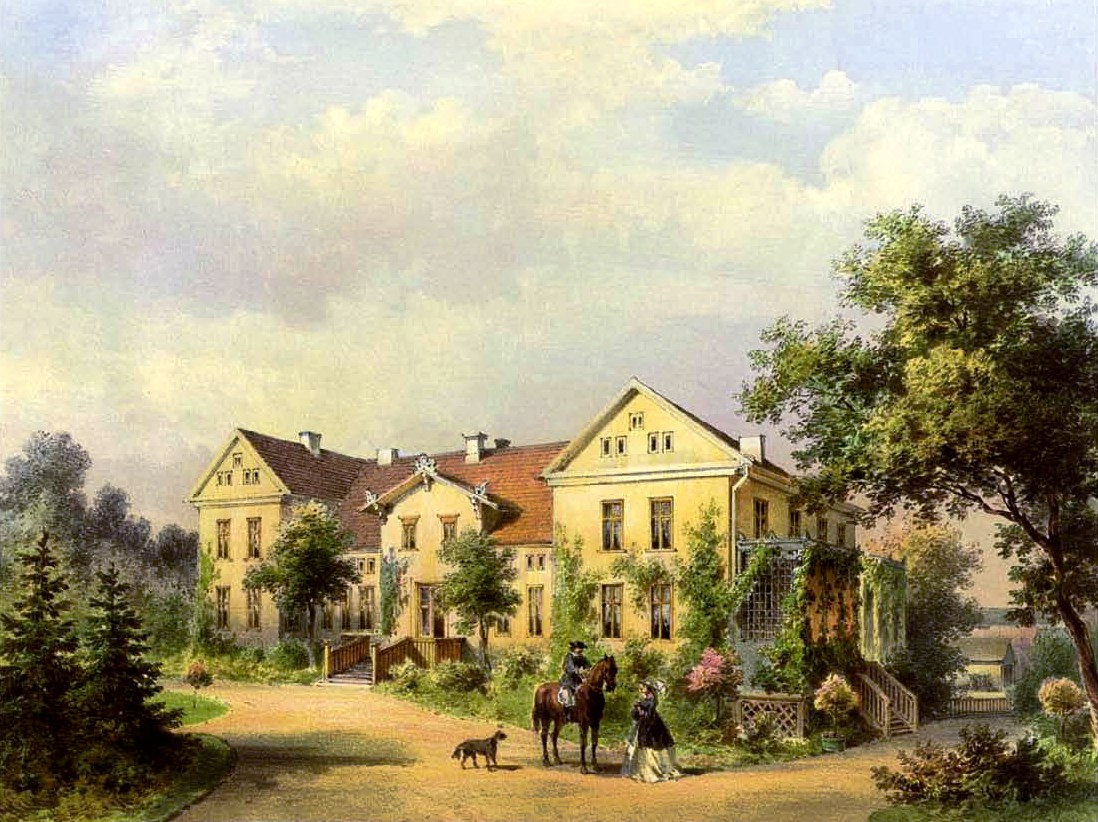
Manoir de Nothwendig vers 1860, Collection Alexander Duncker

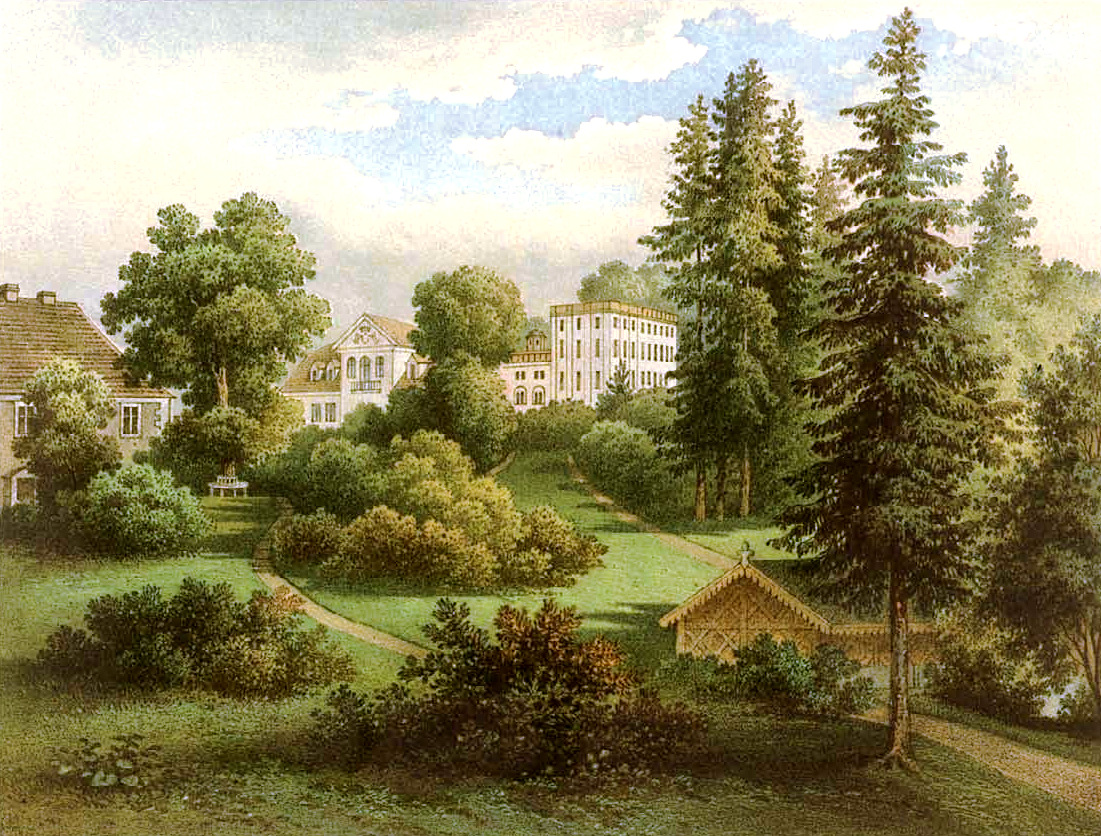
Manoir de Behle vers 1860, Collection Alexander Duncker

Le territoire de l'arrondissement fait à l'origine de l'arrondissement de Deutsch Krone dans le district de Netze, qui a été rattaché à la Prusse en 1772 après la première division de la Pologne. Dans le cadre de l'ordonnance prussienne sur les autorités provinciales du 30 avril 1815 et de ses dispositions d'application, la partie sud de l'ancien arrondissement de Deutsch Krone est rattachée au district de Bromberg de la province de Posnanie. Le 1er juillet 1816, l'arrondissement de Czarnikau est créé à partir de ce territoire,. Lors d'une autre réforme des arrondissements de la province de Posnanie, l"arrondissement de Czarnikau est redécoupé le 1er janvier 1818, la moitié est du district formant entre autres le nouveau arrondissement de Chodziesen (de) est formé à partir de la moitié est de l'arrondissement. Depuis lors, l'arrondissement de Czarnikau comprend les villes de Czarnikau, Filehne, Radolin et Schönlanke, le bureau du domaine de Schönlanke et un certain nombre de domaines nobles. Le siège de l'arrondissement est installé à Czarnikau.
Le 1er octobre 1887, la moitié ouest de l'arrondissement de Czarnikau donne naissance au nouveau arrondissement de Filehne.
En vertu du traité de Versailles, l'arrondissement est divisé le 10 janvier 1920. La région située au sud de la Netze est rattachée à la Pologne sous le nom de Powiat de Czarnków. La région au nord de la Netze reste dans l'Empire allemand et devient une partie de l'arrondissement de la Netze (de) dans la province de Posnanie-Prusse-Occidentale.

## Évolution de démographie
| Année | Habitants | Source |
| ----- | --------- | ------ |
| 1818  | 29 068    | [ 5 ]  |
| 1846  | 56 750    | [ 6 ]  |
| 1871  | 69 057    | [ 7 ]  |
| 1890  | 38 678    | [ 8 ]  |
| 1900  | 39 585    | [ 8 ]  |
| 1910  | 42 287    | [ 8 ]  |

## Politique

### Administrateurs de l'arrondissement
- 1818–182100von Zawadzki
- 1821–182400von Dembinski
- 1824–183800Riedel
- 1838–184400von Hoheneck
- 1844–184900Woldemar Junker von Ober-Conreuth (de)
- 1849–185300Albert von Puttkamer
- 1853–186400Arthur von Knobloch
- 1864–187200Eduard von Young (de)
- 1872–187800Wilhelm von Müffling (de)
- 1878–188700Johann Kaspar von Boddien
- 1887–190800Hellmuth von Bethe (de)
- 1908–192000Georg Rauschning (de)

### Élections
Dans l'Empire allemand, les arrondissements de Czarnikau et Colmar-en-Posnanie (de) forment, dans les frontières de 1871, la 1re circonscription électorale du district de Bromberg. La circonscription est toujours gagnée par les conservateurs, à une exception près : 
- 1871 00 Adelbert von der Schulenburg-Filehne (de), Parti conservateur
- 1874 00 Leberecht von Klitzing (de), Parti conservateur
- 1877 00 Axel von Colmar, Parti conservateur allemand
- 1878 00 Axel von Colmar, Parti conservateur allemand
- 1881 00 Axel von Colmar, Parti conservateur allemand
- 1884 00 Axel von Colmar, Parti conservateur allemand
- 1887 00 Axel von Colmar, Parti conservateur allemand
- 1890 00 Axel von Colmar, Parti conservateur allemand
- 1893 00 Axel von Colmar, Parti conservateur allemand
- 1898 00 Albert Ernst (de), Union radicale
- 1903 00 Max Zindler (de), Parti conservateur allemand
- 1907 00 Max Zindler, Parti conservateur allemand
- 1912 00 Emil Ritter (de), Parti conservateur allemand

## Villes et communes
Avant la Première Guerre mondiale, l'arrondissement de Czarnikau comprend les villes et communes suivantes :
| - Althütte - Antoniewo - Behle - Belsin - Briesen - Buchwerder - Carolina - Ciszkowo - Czarnikau, ville - Dembe - Fitzerie - Floth - Fratzig - Friedrichsau - Gembitz | - Gembitzhauland - Goray - Guhren - Hammer - Hamrzysko - Hüttchen - Kamionka - Karolina - Klempitz - Krucz - Krucz Hauland - Kruszewo - Lemnitz - Lubasz | - Malzmühle - Mikolajewo - Milkowo - Milkowo Hauland - Neudorf - Neusarben - Niekosken - Nowina - Prusinowo - Putzighauland - Radolin - Radosiew - Romanshof, Obergemeinde - Romanshof, Untergemeinde | - Runau - Sarben - Schönlanke, ville - Smieszkowo - Sokolowo - Sophienberg - Staykowo - Stieglitz - Straduhn - Theerofen - Theresia - Walkowitz - Zaskerhütte |

L'arrondissement comprend également de nombreux districts de manoir.
Certains toponymes sont modifiés et germanisés au début du XXe siècle :
Krucz → Krutsch (1905)
Lubasz → Lubasch (1907)
Smieszkowo → Lindenheim (1907)

## Personnalités liées à l'arrondissement
- Moritz Lazarus (1824-1903), philosophe né à Filehne.